# Porsche Design Tower (Stuttgart)

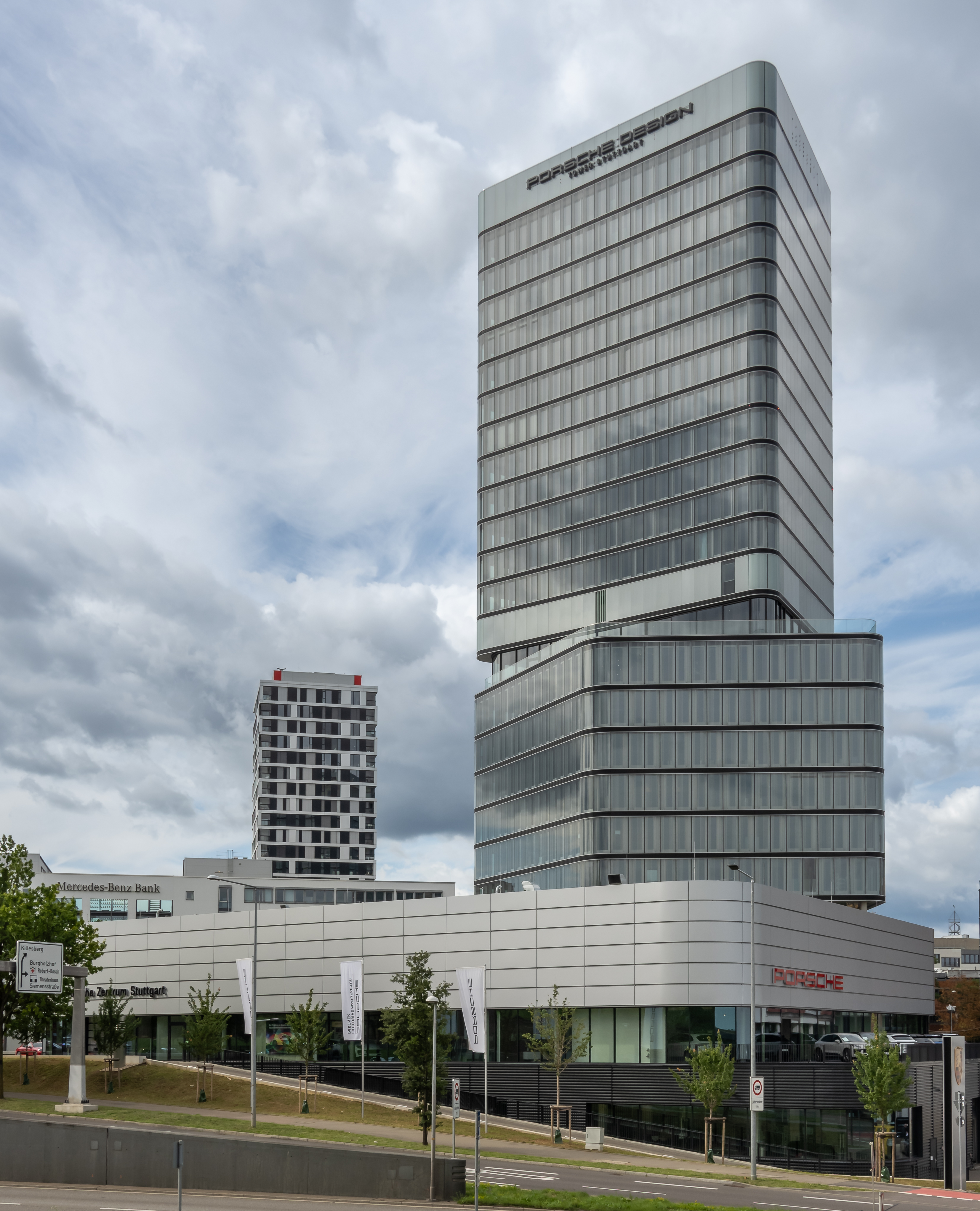
Porsche Design Tower

Der Porsche Design Tower ist ein Hochhaus am Pragsattel in Stuttgart. 

## Daten
Der Porsche Design Tower ist 87 Meter hoch, hat 25 oberirdische Geschosse und ist damit das höchste Hochhaus in Stuttgart. Er wurde Mitte 2023 eröffnet. Der Porsche Design Tower verfügt über 134 Tiefgaragenstellplätze und eine Geschossfläche von rund 20.000 Quadratmetern.
Neben einem Gebäude in Sunny Isles Beach ist es das zweite Gebäude, das den Namen Porsche Design Tower trägt. Ein drittes Bauvorhaben in Frankfurt wurde in der Planungsphase abgebrochen.

## Planung und Bau
Der Baubeginn war ursprünglich für Juli 2019, die Fertigstellung für Ende 2022 vorgesehen, im November 2019 ruhte jedoch das Genehmigungsverfahren.
Mit der Baustelleneinrichtung wurde im März 2020 begonnen. Zuvor musste das Grundstück von Altlasten im Boden befreit werden. Im August 2020 wurde ein 119 m hoher Baukran aufgestellt. Der Rohbau wurde im Februar 2022 abgeschlossen, die Eröffnung war Mitte 2023.

## Nutzung
Neben einem öffentlich zugänglichen Restaurant im 10. Obergeschoss befinden sich bis zur 8. Etage Büroflächen, Hauptmieter ist die Porsche Consulting GmbH. Die oberen Stockwerke des Turms beherbergen neben zwei Technikgeschossen ein Hotel mit 168 Zimmern und Konferenzräumen, das die Radisson Hotel Group seit November 2023 unter der Marke Radisson Blu betreibt. Die Stuttgarter Niederlassung von Porsche zog im September 2022 von Stuttgart-Zuffenhausen ebenfalls auf das Grundstück um.

## Galerie

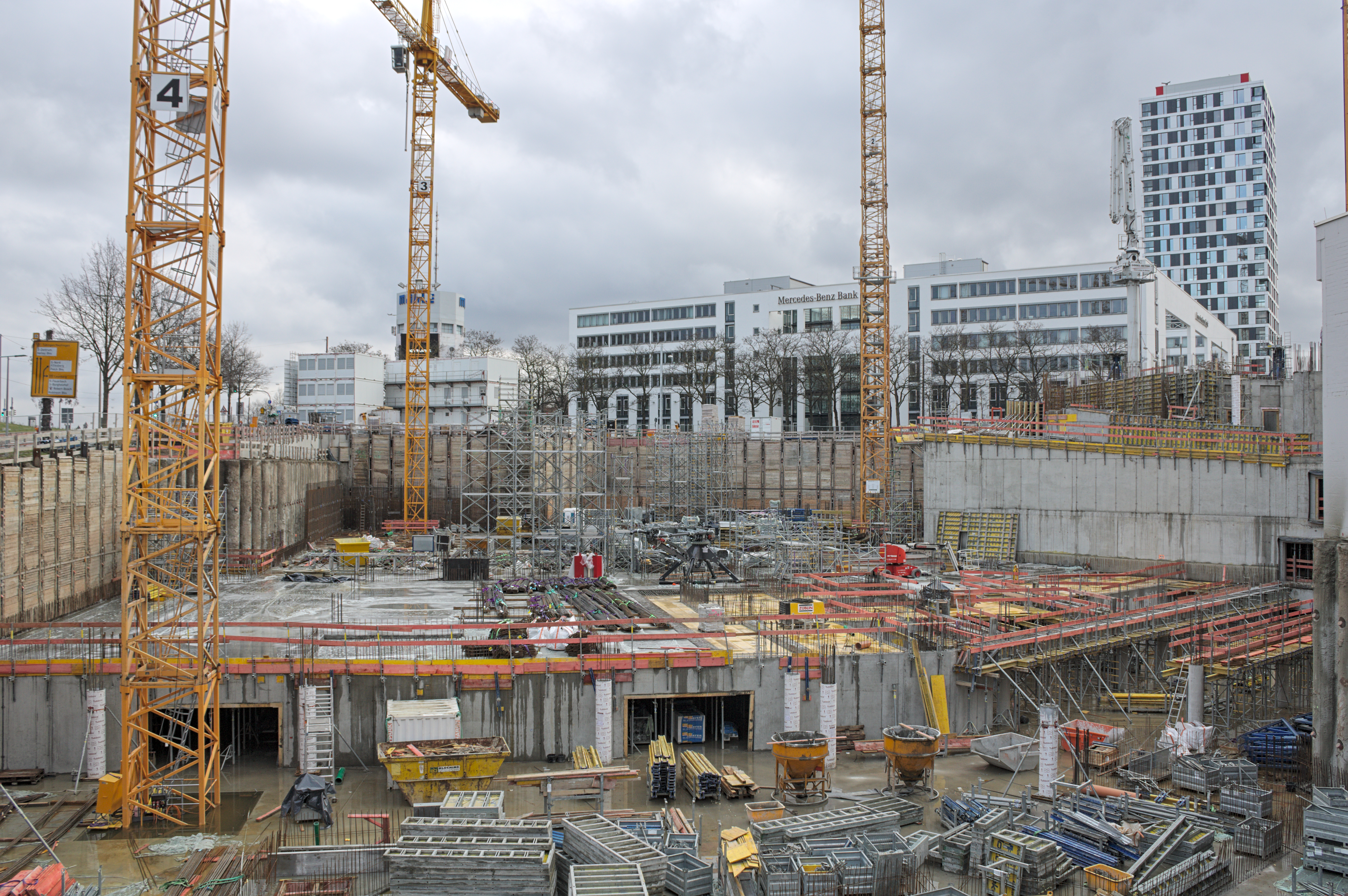
Baufortschritt im Januar 2021
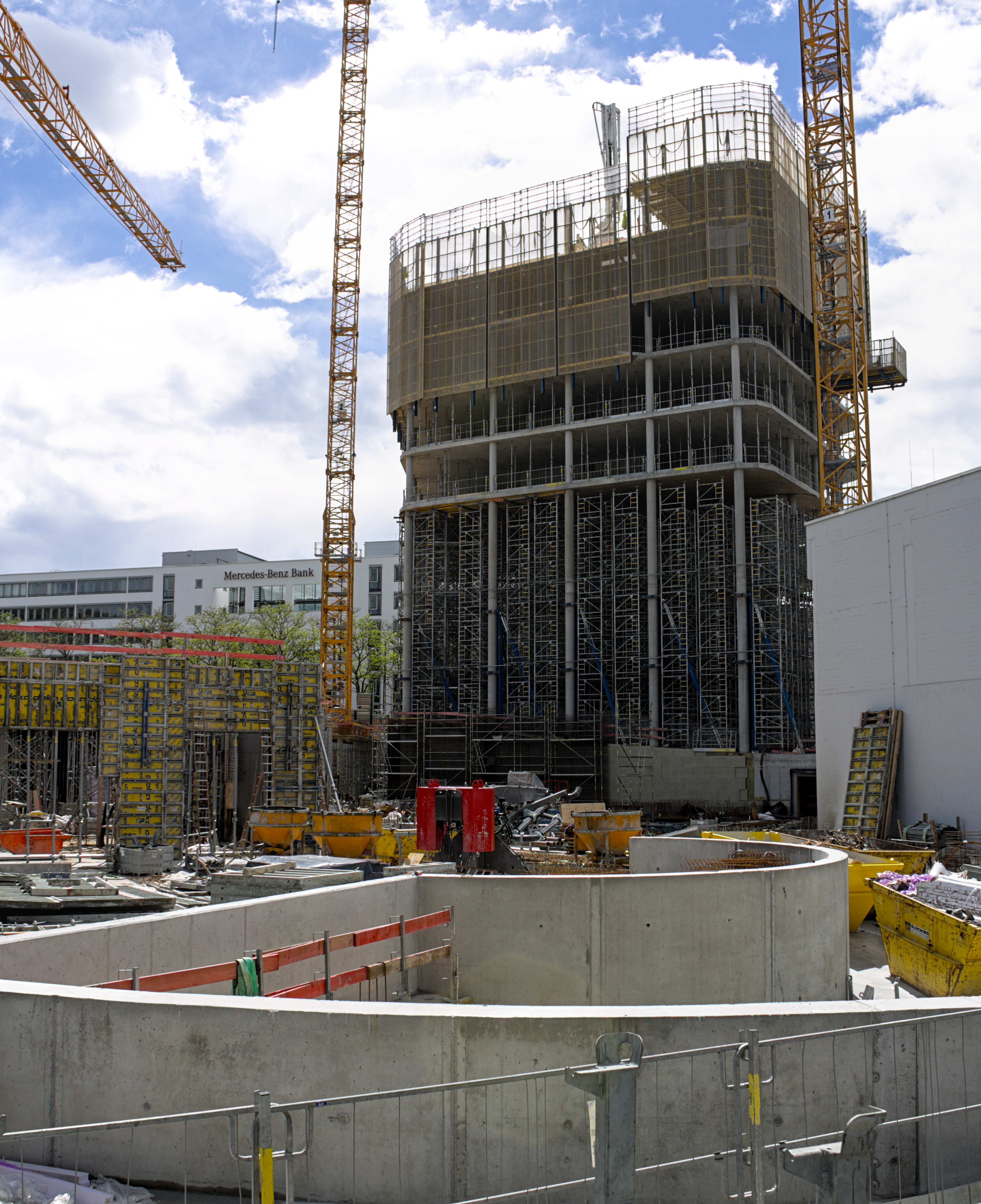
Baufortschritt im Mai 2021
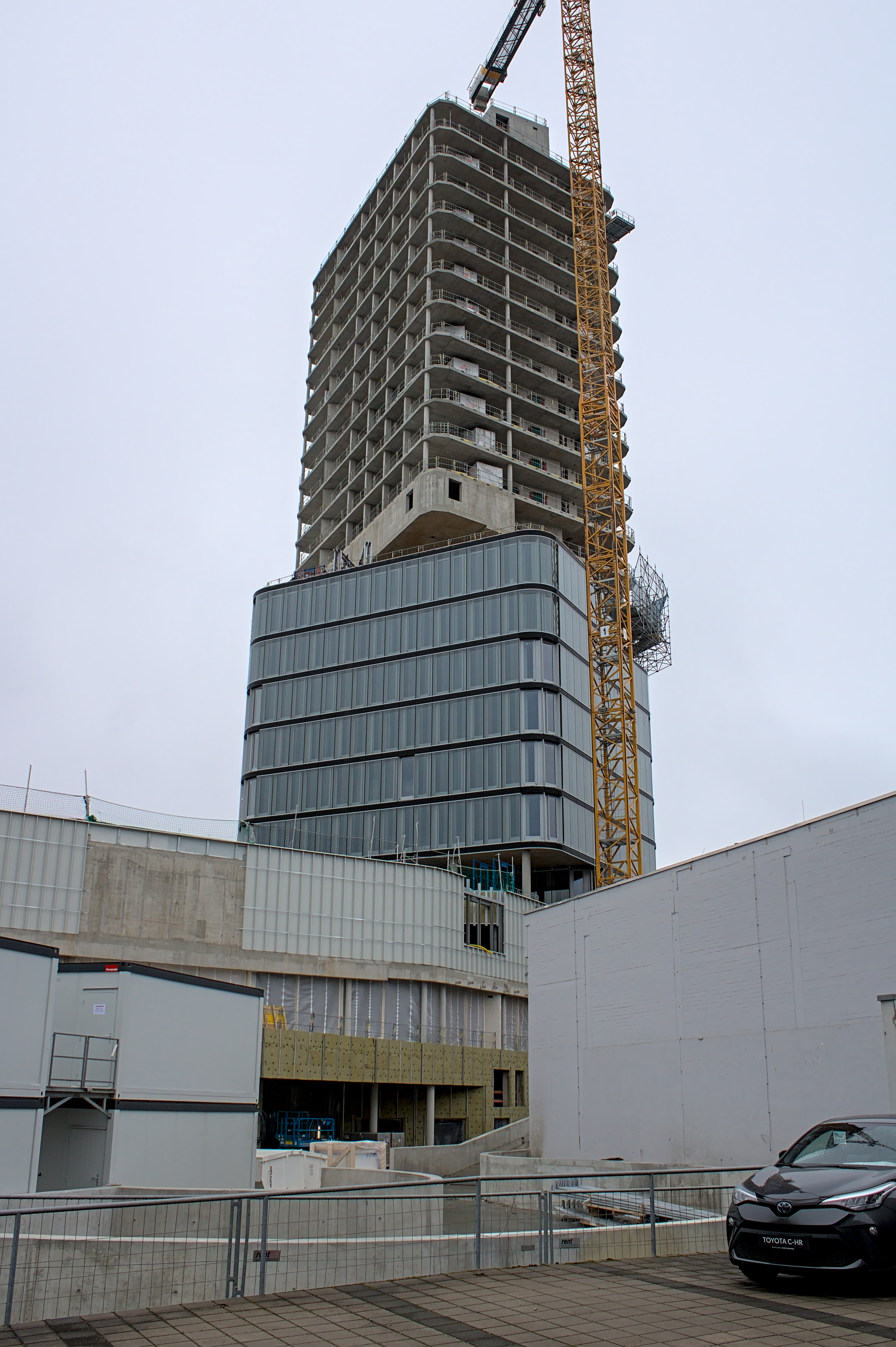
Baufortschritt im Dezember 2021
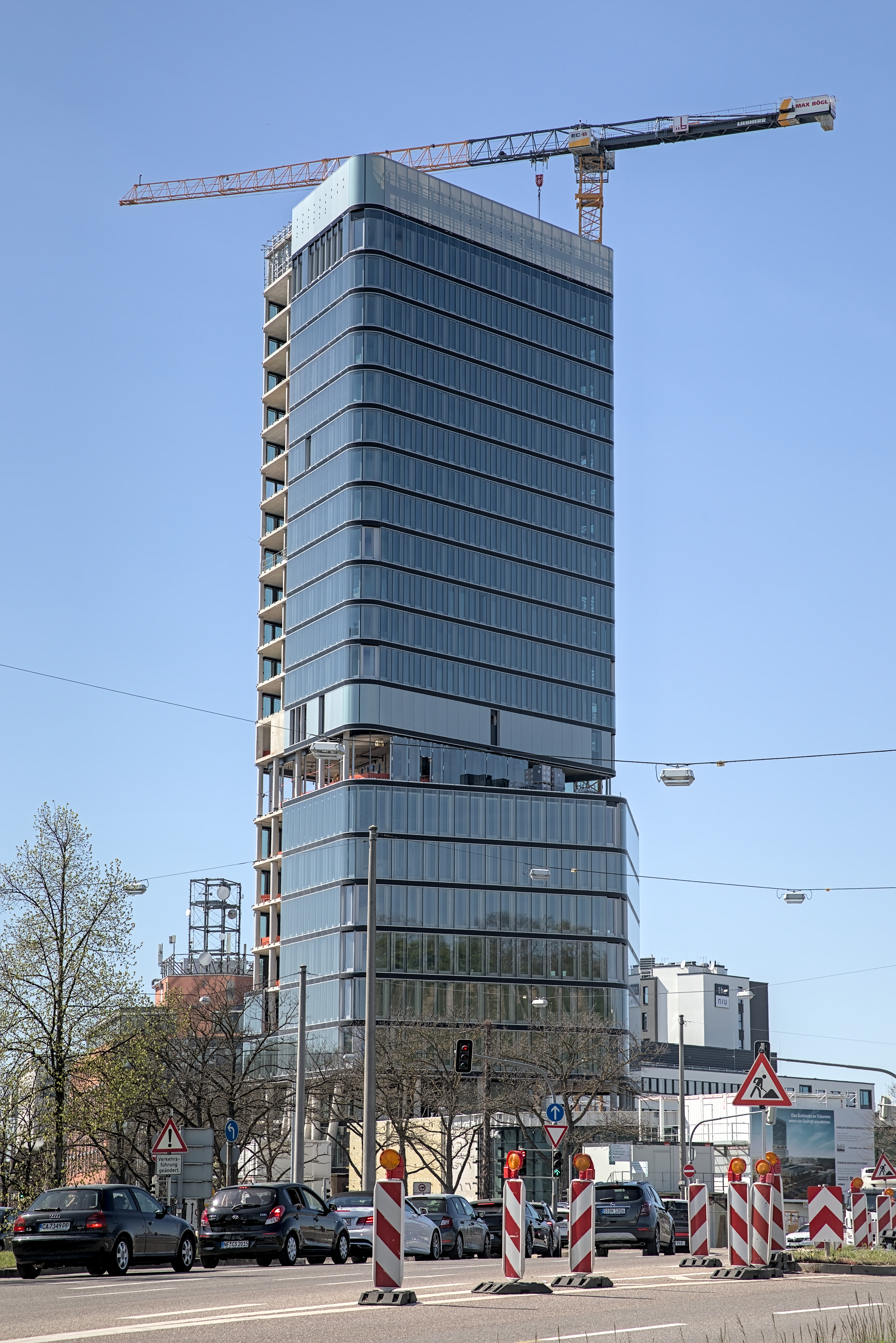
Baufortschritt im April 2022
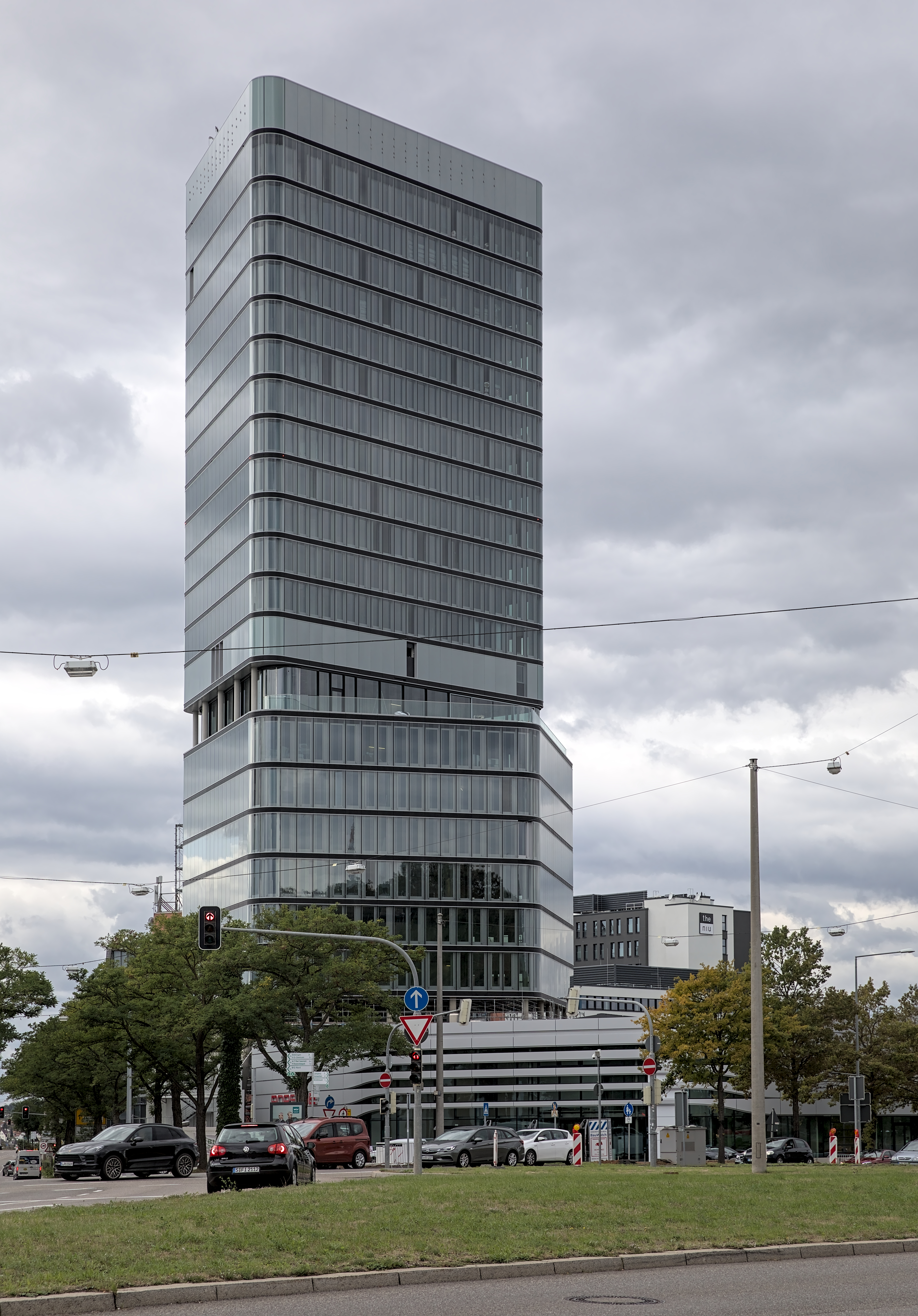
Baufortschritt im September 2022